# Rehsonia venusta
Rehsonia venusta là một loài thực vật có hoa trong họ Đậu. Loài này được (Rehder & E.H. Wilson) Stritch miêu tả khoa học đầu tiên năm 1984.